# Adolfów (województwo łódzkie)
Adolfów – wieś w Polsce położona w województwie łódzkim, w powiecie zgierskim, w gminie Zgierz.
Miejscowość wchodzi w skład sołectwa Kania Góra.
W latach 1975–1998 Adolfów administracyjnie należał do ówczesnego województwa łódzkiego.